# Circunscrições eclesiásticas católicas da Argélia
A Igreja Católica Romana na Argélia é composto de um território eclesiástico com 2 dioceses sufragâneas.

## Lista de dioceses

### Conferência Episcopal Regional da África do Norte

#### Província eclesiástica de Argel
- Arquidiocese de Argel
  - Diocese de Constantina
  - Diocese de Orã

#### Jurisdiçõessui iuris
- Diocese de Laghouat